# داشلي
داشلي هي قرية في مقاطعة كليبر، إيران. عدد سكان هذه القرية هو 15 في سنة 2006.